# 토드 페넬
토드 페넬(Tod Fennell, 1984년 10월 18일 ~ )는 캐나다의 배우이다.
출연작 : 우슈 워리어(조나단), 웜바디스(줄리)

## 출연 작품
- 슈퍼 레이스 (2018)
- 웜 바디스 (2013)
- 얼론 위드 미스터 카터 (2011)
- 우슈 워리어 (2010)
- 스파이더위크가의 비밀 (2008)
- 레버티 (2003)
- 래시 (1997)
- 밀리언 달러 베이비 (1994)
- 브라인드에 비친 살인 (1994)
- 브레인스캔 (1994)